# Boyzone
I Boyzone sono stati una boy band irlandese nata negli anni Novanta. Hanno avuto il loro maggior successo in Irlanda, Australia, Nuova Zelanda e Regno Unito, dove hanno piazzato 6 singoli al primo posto in classifica, ma anche in altri Stati dell'Europa e dell'Asia.
Attivi dal 1993 al 2000, dopo un periodo di pausa, dal 2007 hanno deciso di riunirsi nuovamente inaugurando la loro "seconda volta" con un tour in Regno Unito. Nell'ottobre 2019 si sono nuovamente sciolti dopo un concerto di addio a Birmingham.

## Storia del gruppo

### L'origine del gruppo: 1993-1995
Nel novembre 1993, sulla scia del successo ottenuto dai Take That, si aprirono a Dublino le audizioni per creare una nuova boy band. Delle oltre 300 persone che avevano risposto all'annuncio dopo alcune selezioni ne rimasero 10, tra cui tutti i membri della futura band tranne Mikey Graham. Fu durante quelle audizioni che, tra l'altro, Ronan Keating interpretò Father and Son di Cat Stevens, cover che pubblicò ufficialmente qualche tempo dopo. Il gruppo musicale fu completato con l'aggiunta di Graham.
Inizialmente le due voci principali erano Mikey Graham e Stephen Gately come dimostra il singolo di debutto Working My Way Back to You
La band fece il suo debutto nel 1994 cantando in vari pub e club e nello stesso anno firmò il suo primo contratto con la Polygram. Il primo singolo ufficiale fu una cover di Working My Way Back to You, che raggiunse la terza posizione nelle classifiche irlandesi. Fu questo l'anno della famosa cover di Love Me For a Reason degli O'smond's, divenuto uno dei brani più famosi del gruppo.
Quest'ultima canzone fece da colonna portante del loro album di debutto del 1995, intitolato Said and Done.

### Successivi album e primo scioglimento: 1996-2000
Tra il 1996 e il 1998 pubblicarono due album. Il primo fu A Different Beat, contenente successi quali la cover di Words dei Bee Gees e Isn't It a Wonder nel 1996. Quest'album vendette 2 milioni di copie nel mondo. Nel 1997 uscì il singolo Picture of You, mentre l'anno successivo fu la volta del nuovo album Where We Belong. Quest'album contiene altre hit, tra cui No Matter What, cover di una canzone di un musical di due anni prima, e All That I Need.
Nel 1999 uscì il greatest hits By Request, l'album più venduto della band con oltre 4 milioni di dischi, seguito da un tour. Nello stesso anno Stephen Gately rese pubblica la sua omosessualità e Ronan Keating pubblicò da solista la sua When You Say Nothing At All.
Nel gennaio 2000, dopo una breve serie di concerti nella madrepatria, i ragazzi decisero di prendersi una pausa dal lavoro nella band dedicandosi ognuno alla propria carriera da solista o alla propria vita privata.

### Il ritorno sulle scene e la morte di Stephen Gately: 2007-2009
Nel novembre 2007, a distanza di 7 anni, il gruppo tornò a cantare durante la trasmissione Children in Need. L'anno seguente, dal 25 maggio al 25 agosto, tenne un nuovo tour nel Regno Unito e poco dopo pubblicò i singoli Love You Anyway e Better.
Nel 2009 fu la volta del Better Tour a promozione della nuova musica, ma il 10 ottobre il cantante Stephen Gately morì improvvisamente nel suo appartamento a Mallorca, in Spagna, dove si trovava in vacanza con suo marito. Gli esami rivelarono che il decesso, avvenuto nel sonno, era stato causato da un edema polmonare.

### Brother e BZ20: 2010-2013
Rimasti in 4, pubblicarono nel marzo 2010 il loro album Brother contenente una canzone scritta da Mika, ossia il singolo Give It All Away. Questa canzone fu l'ultimo inedito con alcune parti vocali registrate da Gately prima della sua scomparsa. Tra il febbraio e il marzo 2011 fu la volta del Brother Tour, composto da 21 date fra Regno Unito e Irlanda.
Il 12 giugno 2013 sul canale irlandese RTE ONE andò in onda lo speciale Boyzone - For One Night Only, durante il quale i 4 ragazzi cantarono tutti i loro maggiori successi. Nel novembre dello stesso anno uscì il loro album BZ20, il cui titolo stava ad indicare i 20 anni dal loro esordio. Il disco vendette 200 000 copie circa.

### Gli ultimi anni e lo scioglimento: 2014-2019
Tra il 2014 e il 2018 sono stati prodotti gli ultimi due album della band. Il primo è stato Dublin to Detroit, contenente 12 canzoni fra cui alcune cover, pubblicato mentre era ancora in corso il BZ20 Tour, che è proseguito alcuni altri anni. Nell'aprile 2018 è uscito l'ultimo album, Thank You & Goodnight, seguito da un tour tra il settembre 2018 e l'ottobre 2019. Thank You & Goodnight è l'unico disco del gruppo a contenere esclusivamente brani inediti.

L'ultimo concerto si è tenuto nell'ottobre 2019 in Regno Unito.

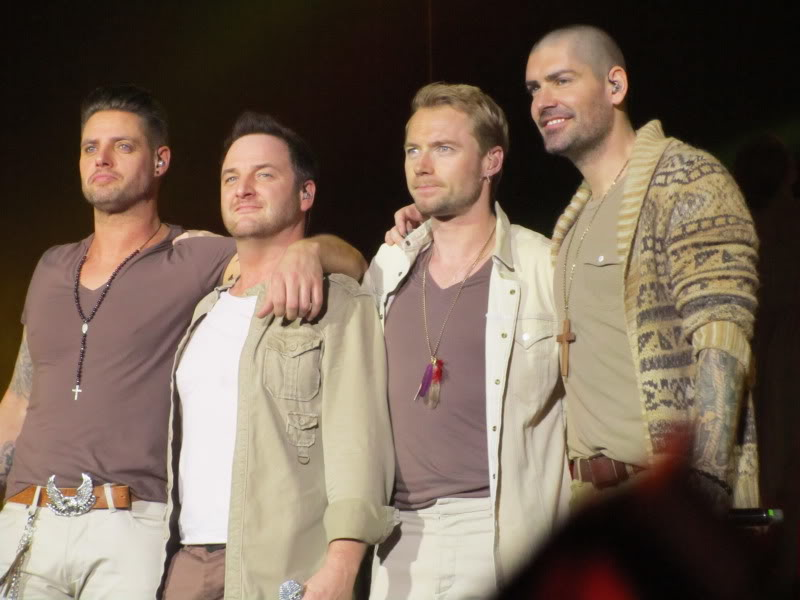
I Boyzone in concerto nel 2011

## Membri

### Attuale
- Ronan Keating – voce (1993-1998, 2007-2019)
- Mikey Graham – voce (1993-1998, 2007-2019)
- Keith Duffy – voce (1993-1998, 2007-2019)
- Shane Lynch – voce (1993-1998, 2007-2019)

### Ex componenti
- Stephen Gately – voce (1993-1998, 2007-2009)

## Discografia

### Album in studio
- 1994 – Said and Done
- 1996 – A Different Beat
- 1998 – Where We Belong
- 2010 – Brother
- 2013 – BZ20
- 2018 – Thank You & Goodnight

### Album di cover
- 2014 - Dublin to Detroit

## Tour
- 1995/1996: Said and Done Tour
- 1997: A Different Beat Tour
- 1998: Where We Belong Tour
- 1999: By Request Tour
- 2000: The Point Live Tour
- 2008: Back Again...No Matter What Tour
- 2009: Better Tour
- 2011: Brother Tour
- 2013/18: BZ20 Tour
- 2018/19: Thank You & Goodnight Tour